# Акуловка (Восточно-Казахстанская область)
Акуловка (каз. Акуловка) — исчезнувшее село в Катон-Карагайском районе Восточно-Казахстанской области Казахстана.

## Географическое положение
Располагалось на территории Коробихинского сельского округа, в 10 километрах к югу от села Коробиха, на левом берегу реки Коробиха.

## Население
На карте 1961 г. в Акуловке значится 18 жителей.